# Matt Jones (attore)
Matthew Lee Jones (Sacramento, 1º novembre 1981) è un attore statunitense.
Dal 2008 al 2013 interpreta il ruolo di Badger, l'amico di Jesse Pinkman nella serie televisiva Breaking Bad.
Dal 2013 al 2019 prende parte alla sitcom Mom, interpretando il personaggio secondario di Baxter.

## Filmografia

### Attore

#### Cinema
- Halloween Romance, regia di Adam Hendricks - cortometraggio (2009)
- Long Story Short, regia di Ryan Darst - cortometraggio (2010)
- Red State, regia di Kevin Smith (2011)
- High Road, regia di Matt Walsh (2011)
- Dreamworld, regia di Ryan Darst (2012)
- Peter at the End, regia di Russ Lamoureux - cortometraggio (2012)
- Fireflies, regia di J.J. Lask (2013)
- Loveseat, regia di Matthew Richmond - cortometraggio (2013)
- Documentary Subject Wanted with Rory Scovel, regia di Ben Steinbauer - cortometraggio (2013)
- Cooties, regia di Jonathan Milott e Cary Murnion (2014)
- Natale con i tuoi (A Merry Friggin' Christmas), regia di Tristram Shapeero (2014)
- Mojave, regia di William Monahan (2015)
- The Late Bloomer, regia di Kevin Pollak (2016)
- The Night Is Young, regia di Dave Hill e Matt Jones (2017)
- A Bad Idea Gone Wrong, regia di Jason Headley (2017)
- Austin Found, regia di Will Raée (2017)
- Un uragano all'improvviso (The Layover), regia di William H. Macy (2017)
- Seven Stages to Achieve Eternal Bliss, regia di Vivieno Caldinelli (2018)
- L'angelo del male - Brightburn (Brightburn), regia di David Yarovesky (2019)
- El Camino - Il film di Breaking Bad (El Camino: A Breaking Bad Movie), regia di Vince Gilligan (2019)
- The Turkey Bowl, regia di Greg Coolidge (2019)
- Sky West and Crooked, regia di Heather Edwards - cortometraggio (2020)
- Wheels of Fortune, regia di Shaun Paul Piccinino (2020)

### Televisione
- Una mamma per amica (Gilmore Girls) – serie TV, episodio 3x09 (2002)
- Greek - La confraternita (Greek) – serie TV, episodio 2x04 (2008)
- Reno 911! – serie TV, episodio 6x05 (2009)
- How I Met Your Mother – serie TV, episodi 5x07-5x19 (2009-2010)
- Community – serie TV, episodi 1x03-1x04-1x25 (2009-2010)
- NCIS: Los Angeles – serie TV, episodio 2x10 (2010)
- Uncle Nigel, regia di Randall Zisk – film TV (2010)
- Perfectly Prudence, regia di Paul Schneider – film TV (2011)
- Happy Place, regia di Danny Jelinek e Jason Whetzell – film TV (2011)
- La festa (peggiore) dell'anno (Worst. Prom. Ever.), regia di Dan Eckman – film TV (2011)
- Cose da uomini (Man Up!) – serie TV, episodio 1x02 (2011)
- Key and Peele – serie TV, episodio 1x01 (2012)
- CSI: NY – serie TV, episodi 8x14-8x15 (2012)
- Dirty Work – serie TV, episodi 1x01-1x02-1x03 (2012)
- Kick Chiapposky - Aspirante stuntman (Kick Buttowski: Suburban Daredevil) – serie TV, 43 episodi (2010-2012)
- Rebounding, regia di Jason Winer – film TV (2012)
- Hawaii Five-0 – serie TV, episodio 3x12 (2013)
- The Office – serie TV, 4 episodi (2013)
- NTSF:SD:SUV:: – serie TV, episodio 3x01 (2013)
- Breaking Bad – serie TV, 12 episodi (2008-2013)
- Broad City – serie TV, episodio 1x05 (2014)
- Beef, regia di Jake Szymanski – film TV (2014)
- Comedy Bang! Bang! – serie TV, episodio 4x05 (2015)
- Impress Me – serie TV, episodio 1x02 (2015)
- NCIS - Unità anticrimine (NCIS) – serie TV, 6 episodi (2011-2015)
- Dimension 404 – serie TV, episodio 1x01 (2017)
- Let's Get Physical – serie TV, 8 episodi (2018)
- Mom – serie TV, 54 episodi (2013-2019)
- Horse's Mouth – miniserie TV, episodio 1x02 (2019)
- Bob Hearts Abishola – serie TV, 87 episodi (2019-2024)

### Doppiatore

#### Cinema
- Home - A casa (Home), regia di Tim Johnson (2015)

## Doppiatori italiani
Nelle versioni in italiano delle opere in cui ha recitato, Matt Jones è stato doppiato da:
- Simone Crisari in Breaking Bad, NCIS - Unità anticrimine, Bob Hearts Abishola, L'angelo del male: Brightburn, El Camino - Il film di Breaking Bad
- Alessandro Ballico in NCIS: Los Angeles, CSI: NY
- Luca Sandri in How I Met Your Mother
- Marco Baroni in Hawaii Five-0
- Gianluca Crisafi in Mom

Da doppiatore è stato sostituito da:
- Simone Crisari in Sanjay and Craig
- Luca Mannocci in Anfibia